# Sharon Olds
Sharon Olds, née le 19 novembre 1942 à San Francisco est une poétesse américaine.
Elle a reçu de nombreux prix, dont le prix Pulitzer de la poésie en 2013, le National Book Critics Circle Award en 1984, le premier San Francisco Poetry Center Award en 1980 ; elle a été poétesse lauréate de l'État de New York en 1998-2000. Elle enseigne actuellement l'écriture créative à l'université de New York (NYU).

## Biographie

### Jeunesse et formation
Sharon Olds est née le 19 novembre 1942 à San Francisco, en Californie, et a grandi à Berkeley avec ses frères et sœurs. Elle a été élevée comme une « hellfire Calvinist », écrit-elle. Son père, comme son père avant lui, était un alcoolique qui a été souvent été violent envers ses enfants. Dans son œuvre elle fait souvent référence à la fois (ou peut-être les fois) où son père l'a attachée à sa chaise. Sa mère était incapable, peut-être parce qu'elle avait trop peur, de venir en aide à ses enfants.
Sharon Olds est élevée dans un environnement strictement religieux, où règnent la censure et la retenue. Elle ne va pas au cinéma, et sa famille ne possède pas de télévision. Quant à la littérature, Olds raconte qu'une fois, elle remporte un concours de chant dans la chorale de l'église : « [Le prix] était un livre sur les enfants martyrs assassinés en raison de leur foi, qui mouraient très poliment ». Elle aime les contes de fées, et aussi lire Nancy Drew et Life. En ce qui concerne sa propre foi et l'influence qu'a pu avoir sur elle l'art littéraire religieux, elle dit qu'elle est par nature « une païenne et une panthéiste », et précise « je fréquentais une église où il y avait à la fois du grand art littéraire et du mauvais art littéraire, le grand art était les psaumes et le mauvais art, les hymnes. Le rythme sur quatre temps faisait tout simplement partie de ma conscience avant même ma naissance ». Elle ajoute: « je pense que je devais avoir 15 ans quand je me suis définie moi-même comme athée, mais je pense que ce n'est que très récemment que je peux vraiment dire qu'il n'y a personne avec un cahier qui prend des notes en face de votre nom. »
Sharon Olds est scolarisée à l'est, à Wellesley (Massachusetts), dans une école de filles, la Dana Hall School, qui compte une impressionnante liste d'anciennes élèves. Elle y étudie principalement la littérature anglaise, l'histoire et l'écriture créative. Ses poètes préférés sont William Shakespeare, Emily Dickinson, Walt Whitman, et Edna St Vincent Millay, mais c'est Howl et Autres Poèmes d'Allen Ginsberg qu'elle transporte dans son sac pendant sa seconde.
Pour sa licence, Sharon Olds revient en Californie où elle obtient son diplôme à l'Université de Stanford en 1964. Ensuite elle traverse de nouveau le pays pour passer sa thèse en 1972, à l'Université Columbia de New York. Sa thèse a pour thème la prosodie d'Emerson, car elle apprécie sa façon de défier les conventions.
Après sa thèse, Olds se détache de tout ce qu'elle croyait « savoir » sur les conventions poétiques. Libérée, elle commence à écrire sur sa famille, les relations abusives, le sexe, en se focalisant sur son travail et non sur la réaction du public. Olds a déjà dit qu'elle était davantage influencée par le travail de poètes comme Galway Kinnell, Muriel Rukeyser et Gwendolyn Brooks que par le confessionnalisme d'Anne Sexton ou Sylvia Plath. Sur Plath, Olds commente : « c'était un véritable génie, dotée d'un QI d'au moins le double du mien », mais si ces femmes ont cartographié magistralement la place des femmes dans le monde, Olds ajoute « leurs pas ne sont pas ceux où je souhaite mettre les miens ».

### Vie privée
Le 23 mars 1968 elle épouse le Dr David Douglas à New York. Ils ont le premier de leurs deux enfants en 1969. En 1997, après 32 ans de mariage, ils divorcent, et Olds déménage dans le New Hampshire, revenant à New York trois jours par semaine. Elle continue alors à occuper le même appartement de l'Upper West Side dans lequel elle a vécu quarante ans, pendant qu'elle travaillait comme Professeure à l'Université de New York. Dans le New Hampshire elle habite à Graylag Cabins, à Pittsfield, avec Carl Wallman, son partenaire depuis sept ans, ancien éleveur de bétail.
En 2005, la première dame Laura Bush invite Sharon Olds au Festival national du livre de Washington, D.C.. Olds refuse l'invitation dans une lettre ouverte publiée le 10 octobre 2005 dans The Nation. La lettre se termine ainsi : « Tant d'Américains qui étaient fiers de notre pays ressentent maintenant de l'angoisse et de la honte envers ce régime actuel fait de sang, de souffrance et de feu. J'ai pensé à votre linge de table immaculé, au brillant des couteaux et aux éclats des chandeliers, et je n'aurais pu le supporter ».

### Carrière littéraire
Olds envoie son premier poème à un journal littéraire et reçoit cette réponse : « Nous sommes un magazine littéraire. Si vous souhaitez écrire sur ces sujets, nous vous conseillons plutôt Marie Claire. Les vrais sujets poétiques sont... de virils sujets, pas vos enfants. »
Olds publie son premier recueil, Satan Says, en 1980, à 37 ans. Satan Says campe la candeur sensuelle et sexuelle qui court dans la plupart de ses œuvres. Dans The Sisters of Sexual Treasure, elle écrit : « Dès que ma sœur et moi sommes parties de la maison de notre mère, tout ce que nous voulions faire c'était baiser, oblitérer ce petit corps de moineau et ces maigres jambes de sauterelle ».
Le recueil se compose de quatre parties : Daughter (Fille), Woman (Femme), Mother (Mère), et Journeys (Voyages). Ces titres reflètent l'influence de la vie familiale, que l'on retrouve  dans la plupart de ses œuvres.
The Dead and the Living (Les vivants et les morts) est publié en février 1984. Ce recueil se compose de deux parties, Poems for the Dead (Poèmes pour les morts) et Poems for the Living (Poèmes pour les vivants). La première partie commence par des poèmes sur toutes sortes d'injustices, comme le génocide arménien pendant la Première Guerre mondiale, l'émeute raciale de Tulsa en 1921, le règne de Mohammad Reza Shah Pahlavi, et même la mort de Marilyn Monroe. Au sein de ce recueil, le poème The Fear of Oneself (La peur de soi-même) reflète les opinions politiques de Olds. Bien que son œuvre ait été critiquée pour être trop égocentrique, certains critiques écrivant même qu'elle est obsédée par elle-même, on trouve cependant des commentaires politiques dans ses poèmes. Dans ce poème, Olds parle du niveau de « courage » qu'il faut pour résister à la torture pour protéger ses enfants. Elle frémit en pensant à : « des femmes debout nues dans la rivière gelée, tandis que des gardes versent des seaux d'eau sur leur corps jusqu'à ce qu'ils brillent comme des arbres dans une tempête de neige ».
Cette imagerie négative de la torture résume son opinion à ce sujet. Olds refuse en 2005 une invitation d'aller faire une lecture à un salon du livre à la Maison Blanche, en raison de ses divergences politiques avec l'administration Bush. Dans sa lettre de refus, Olds écrit : « Nous n'aurions pas dû envahir l'Irak [...] avec comme résultat la perte de la vie ou de membres pour nos braves soldats, et pour les civils dans leur propre pays ». Dans ce contexte, ce poème est davantage qu'une exploration du courage personnel, il est aussi une critique forte des atrocités de la guerre. Voici encore un extrait de la lettre de Olds : « [en venant] j'aurais accepté un repas de la Première dame qui représente l'Administration [...] qui expédie par avion des gens vers d'autres pays pour y être torturés ».
Le recueil The Wellspring (La source) (1996), comme les précédents, utilise une langue brute et des images surprenantes pour exprimer des vérités sur la violence aussi bien domestique que politique, et sur les relations familiales. Un critique du New York Times loue ce recueil : « Comme Whitman, Ms. Olds chante les corps pour célébrer un pouvoir plus fort que l'oppression politique. » Alicia Ostriker écrit qu'Olds retrace l'« aspect érotique de l'amour comme de la douleur au sein de la famille ». Ostriker poursuit : « Dans ses recueils suivants, [Olds] écrit sur les abus qui ont marqué son enfance, durant laquelle ses parents, mal mariés, la harcelaient, la punissaient et la réduisaient au silence. Elle écrit également sur les excuses de sa mère, « après 37 ans », un moment où « Le ciel a paru éclater, comme une fenêtre à travers laquelle quelqu'un passait ». »
Stag's Leap (Le bond du cerf) paraît en 2013. Les poèmes qui le composent ont été écrits en 1997, après son divorce, et traitent essentiellement de son mari, parfois de sa maîtresse. Ce recueil gagne le prix de poésie T. S. Eliot. Elle est la première Américaine à gagner ce prix. Le recueil est également récompensé du prix Pulitzer de la poésie.
Il existe plus de 100 anthologies de l'œuvre de Sharon Olds, aussi bien dans des manuels de littérature ou de poésie, que dans des éditions spéciales. Elle est traduite dans sept langues et publiée à l'international. Son recueil Odes (2016) a été traduit en français aux éditions Le corridor bleu par Guillaume Condello.

### Féminisme
Olds n'a pas pris part au mouvement Women's Lib à ses débuts, mais elle dit : « Mon premier enfant est né en 1969. En 1968 le Women's Lib était très actif à New York, en particulier auprès des femmes que je fréquentais. J'avais l'ambition d'intégrer la bourgeoisie si je le pouvais. Je n'étais pas du tout radicale. Mais je me souviens avoir pris conscience que je n'avais jamais remis en cause le fait que les hommes occupaient tous les postes importants. Et c'était choquant - eh bien, j'avais vingt ans ! Je n'avais jamais pensé « Mais où est la femme chauffeuse de bus ? » Et donc voilà un autre sujet - ce que ça fait d'être une femme dans ce monde. »

## Œuvres
- 1987 : The Gold Cell
- 1987 : The Matter of This World
- 1991 : The Sign of Saturn
- 1992 : The Father
- 1996 : The Wellspring
- 1999 : Blood, Tin, Straw
- 2002 : The Unswept Room
- 2004 : Strike Sparks: Selected Poems 1980–2002
- 2008 : One Secret Thing
- 2012 : Stag's Leap
- 2016 : Odes
- 2017 : Penguin Modern Poets 3: Your Family, Your Body by Malika Booker, Sharon Olds, Warsan Shire
- 2019 : Arias

### Traduction en français
- Odes, traduit par Guillaume Condello, Le Corridor bleu, Collection S!NG, 2020.

## Prix et distinctions
- 2022 : récipiendaire de la médaille Robert Frost décernée par la Poetry Society of America[18].